# Plan Avila
Le Plan Avila est le nom du plan militaire des Forces armées vénézuéliennes conçu pour maintenir l'ordre public lorsqu'il est gravement perturbé,.

## 1989
Le Plan Avila a été activé le 27 février 1989 pour arrêter les émeutes du Caracazo. Les Forces armées ont été habilitées à utiliser la force lors d'opérations de maintien de l'ordre. Le 27 août 2002, la Cour interaméricaine des droits de l'homme a estimé que l'exécution du Plan Avila par le Président Carlos Andrés Pérez en réponse aux émeutes de 1989 a débouché sur une violation massive des Droits de l'homme et a ordonné au gouvernement vénézuélien de réviser ce type de plans pour les soumettre aux règles internationales de respect des Droits de l'Homme.

## 2002
Une version différente du plan a été activée pour la dernière fois le 11 avril 2002 pour contenir les manifestations contre le gouvernement du Président Hugo Chávez qui ont précédé le coup d'État. Mais le chef du Commandement unifié de la Force armée nationale (CUFAN), Manuel Antonio Rosendo, ne l'a pas exécuté, car il soutenait les officiers qui demandaient la démission de Chávez.